# Борч
Борч (рут. Быч) — село в Рутульском районе Дагестана. Входит в Борчское сельское поселение.

## Географическое положение
Село расположено в долине реки Ахтычай, в 12 км к юго-востоку от села Рутул.

## История
Борч (Бурдж) — древнее рутульское село по рут. Быч, входившее в Ахтыпаринское вольное общество. В середине XVIII века села Борч и Хнов формально входили в Ахты-пару, но фактически были самостоятельными сельскими общинами со своими органами управления.. В XVI—XVII вв. Хновское (вместе с Борчинским) вольное общество, как и другие рутульские вольные общества, сохраняли свою независимость и управлялось старшинами. Борч и Хнов никогда не подчинялись Рутулу, так как Борч и Хнов являлись вольными обществами. Не раз борчинцы и хновцы отстаивали свою независимость от Ахтыпары. Борч, как и Хнов, продолжал управляться своими выборными старшинами — «кевха»(«кевха», «кёхды» — от рут. старший). Кевхами становились обычно богатые и влиятельные рутульцы. С начала XIX в. в вольных обществах Самурской долины начала утверждаться власть Российской империи, но рутульцы в числе других народностей оказали сопротивление царским войскам. Но вскоре, уже в 1812 году представители общества долины Самура, кроме рутульцев, подписали с генерал-майором Хатунцевым договор о вступлении их под покровительство России и согласились платить дань. Эти «вольные» общества номинально считались под контролем коменданта г. Кубы.. В 1839 году Борч вошёл в состав Российской империи и административно входил в состав Самурского округа Дагестанской области. В 1886 году в Борче проживало 2290 человек. было примерно 850 дымов. В основном переселились на Самурскую и Кура-Алазанскую долину. В Рутуле Квартале Митлайер и Бурджет жили переселенцы из Борча, а также род Битиер( выходцы из Борча) проповедники они жили в Рутуле и построили центральную мечеть в селе Рутул. С 1928 года в составе Рутульского района.
В 1930-х годах и послевоенные годы часть населения Борча переселилась в город Шеки (около 150 хозяйств), а также в древние рутульские селения: Шин, Шорсу (более 70 хозяйств), Дашюз (50—60 хозяйств), Аг-Булак (15—20 хозяйств) (Шекинский район Аз. ССР), Хырса (более 80 хозяйств) (Кахский район Аз. ССР).
В 1970-е годы около 60 хозяйств из Борча переселились в Бабаюртовский район на кутан Казанкулак (Казан-Кулак) и совхоз «50-лет ДАССР» и со временем оформились в селение Новый Борч.
В настоящий момент в селе проживает около 17 человек, от исторического Борча остались только развалины. Но в прошлом это было красивейшее село, расположенное в центре альпийских лугов.
Компактно живут Борчинцы в селах Новый Борч, Казанкулак (Казан-Кулак), Шин, Шорсу, Гёйбулах, Хырса. В этих селах более 90% Борчинцы

## Население
| 1895 | 1926  | 1939 | 1959 | 1970  | 1989 | 2002 |
| ---- | ----- | ---- | ---- | ----- | ---- | ---- |
| 2361 | ↘2325 | ↘230 | ↗846 | ↗1144 | ↘157 | ↘0   |
| 2010 | 2021  |      |      |       |      |      |
| ↗17  | ↘14   |      |      |       |      |      |

Согласно переписи 2010 года в селе проживают 17 человек. Большая часть населения переселилась в село Новый Борч, расположенное на равнине в Бабаюртовском районе Дагестана.